# Línea 6 (Bus Guadalajara)
La línea 6 es una línea regular llamada LINEA 6 de la ciudad de Guadalajara (España). Es operada por la empresa ALSA.
Realiza el recorrido comprendido entre la estación de Renfe y la Glorieta las Cañas, regresando nuevamente a la estación de Renfe. Tiene una frecuencia media de 60 minutos.

## Recorrido Ida
- L6 en Estación RENFE Guadalajara agosto2021 www.autobusesbcn.esC/ Francisco Aritio (Renfe)

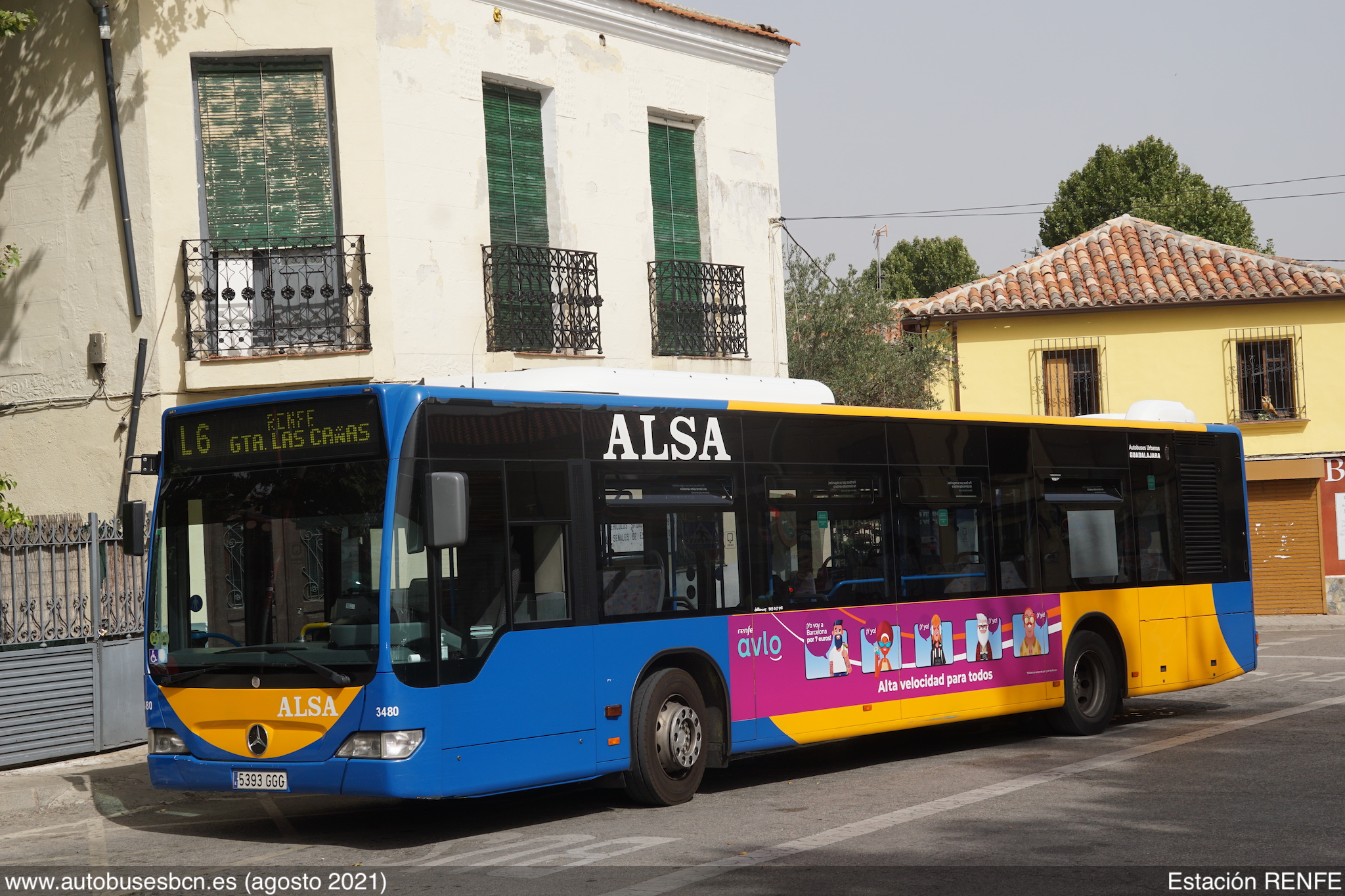
L6 en Estación RENFE Guadalajara agosto2021 www.autobusesbcn.es

- C/ Francisco Aritio (Antes c/Salvador Embid)
- C/ Dos de Mayo (Pedro Sanz Vazquez)
- C/ Dos de Mayo (Estación Autobuses)
- Bulevar de Entrepeñas (Después Avda. del Vado)
- Bulevar de Entrepeñas (Después Avda. Atance)
- Bulevar de Entrepeñas (Después Avda. Bujeda)
- Bulevar Clara Campoamor (Antes Avda. Federica Montseny)
- Bulevar Clara Campoamor (Antes Avda. Concepción Arenal)
- Avenida Concepción Arenal n.º 16
- Avenida Aguas Vivas
- Avenida Aguas Vivas (Antes c/ Fresneda, Sentido Renfe)

## Recorrido Vuelta
- Avenida Aguas Vivas (Antes c/ Fresneda, Sentido Renfe)
- C/ Bulevar de Entrepeñas (Antes Avda. Bujeda)
- C/ Bulevar de Entrepeñas n.º 17
- C/ Bulevar de Entrepeñas (Antes Avda. del Vado)
- Avenida del Ejército (Colegio)
- C/ Dos de Mayo (Frente Estación Autobuses)
- C/ Dos de Mayo (Pedro Sanz Vazquez)
- C/ Francisco Aritio (Antes c/Salvador Embid)
- C/ Francisco Aritio (RENFE)